# Vancouver-Est
Circonscription électorale fédérale du Canada
Vancouver-Est ((en) Vancouver East) est une circonscription électorale fédérale canadienne de la Colombie-Britannique.

## Circonscription fédérale
La circonscription se situe au sud-ouest de la Colombie-Britannique et représente l'est de Vancouver. Les quartiers multiethniques de Downtown Eastside, Mount Pleasant et Hastings-Sunrise sont représentés par cette circonscription.
Les circonscriptions limitrophes sont :
- au nord : North Vancouver—Capilano
- au nord-est : Burnaby-Nord—Seymour
- au sud-est : Burnaby Central
- au sud : Vancouver Kingsway
- au sud-ouest : Vancouver Granville
- à l'ouest : Vancouver-Centre[3].

Lors du redécoupage électoral de 2022, la circonscription n'a pas été modifiée.

## Historique
La circonscription est initialement créée en 1933 à partir des circonscriptions de Vancouver-Sud et Vancouver—Burrard.

## Députés
| Parlement                                                 | Années        | Députés             | Députés           | Parti               |
| --------------------------------------------------------- | ------------- | ------------------- | ----------------- | ------------------- |
| Vancouver-Est Issue de Vancouver-Sud et Vancouver—Burrard |               |                     |                   |                     |
| 18e                                                       | 1935–1940     |                     | Angus MacInnis    | Social-démocratique |
| 19e                                                       | 1940–1935     |                     | Angus MacInnis    | Social-démocratique |
| 20e                                                       | 1945–1948     |                     | Angus MacInnis    | Social-démocratique |
| 21e                                                       | 1949–1953     |                     | Angus MacInnis    | Social-démocratique |
| 22e                                                       | 1953–1957     | Harold Edward Winch |                   | Social-démocratique |
| 23e                                                       | 1957–1958     | Harold Edward Winch |                   | Social-démocratique |
| 24e                                                       | 1958–1961     | Harold Edward Winch |                   | Social-démocratique |
| 24e                                                       | 1961-1962     | Harold Edward Winch |                   | Néo-démocrate       |
| 25e                                                       | 1962–1963     | Harold Edward Winch |                   | Néo-démocrate       |
| 26e                                                       | 1963–1965     | Harold Edward Winch |                   | Néo-démocrate       |
| 27e                                                       | 1965–1968     | Harold Edward Winch |                   | Néo-démocrate       |
| 28e                                                       | 1968–1972     | Harold Edward Winch |                   | Néo-démocrate       |
| 29e                                                       | 1972–1974     | Paddy Neale         |                   | Néo-démocrate       |
| 30e                                                       | 1974–1979     |                     | Art Lee           | Libéral             |
| 31e                                                       | 1979–1980     |                     | Margaret Mitchell | Néo-démocrate       |
| 32e                                                       | 1980–1984     |                     | Margaret Mitchell | Néo-démocrate       |
| 33e                                                       | 1984–1988     |                     | Margaret Mitchell | Néo-démocrate       |
| 34e                                                       | 1988–1993     |                     | Margaret Mitchell | Néo-démocrate       |
| 35e                                                       | 1993–1997     |                     | Anna Terrana      | Libéral             |
| 36e                                                       | 1997–2000     |                     | Libby Davies      | Néo-démocrate       |
| 37e                                                       | 2000–2004     |                     | Libby Davies      | Néo-démocrate       |
| 38e                                                       | 2004–2006     |                     | Libby Davies      | Néo-démocrate       |
| 39e                                                       | 2006–2008     |                     | Libby Davies      | Néo-démocrate       |
| 40e                                                       | 2008–2011     |                     | Libby Davies      | Néo-démocrate       |
| 41e                                                       | 2011–2015     |                     | Libby Davies      | Néo-démocrate       |
| 42e                                                       | 2015–2019     |                     | Jenny Kwan        | Néo-démocrate       |
| 43e                                                       | 2019–2021     |                     | Jenny Kwan        | Néo-démocrate       |
| 44e                                                       | 2021–2025     |                     | Jenny Kwan        | Néo-démocrate       |
| 45e                                                       | 2025–en cours |                     | Jenny Kwan        | Néo-démocrate       |

## Résultats électoraux
Modèle:Élection générale canadienne de 2025 — Vancouver-Est
|       | Candidat       | Parti              | # de voix | % des voix |
|       | James Low      | Conservateur       | +06 322,  | 10,77 %    |
|       | Edward G. Wong | Libéral            | +16 532,  | 28,16 %    |
|       | Jenny Kwan     | NPD                | +29 316,  | 49,94 %    |
|       | Wes Regan      | Vert               | +05 395,  | 9,19 %     |
|       | Peter Marcus   | Communiste         | +00525,   | 0,89 %     |
|       | Anna Jamieson  | Marxiste-léniniste | +00214,   | 0,36 %     |
|       | Shawn Vulliez  | Parti pirate       | +00188,   | 0,32 %     |
|       | D. Alex Millar | Indépendant        | +00216,   | 0,37 %     |
| Total | Total          | Total              | 58 708    | 100 %      |

|       | Candidat         | Parti              | # de voix | % des voix |
|       | Irene C. Yatco   | Conservateur       | +08 361,  | 18,9 %     |
|       | Roma Ahi         | Libéral            | +04 382,  | 9,91 %     |
|       | (x) Libby Davies | NPD                | +27 794,  | 62,83 %    |
|       | Douglas Roy      | Vert               | +03 383,  | 7,65 %     |
|       | Anne Jamieson    | Marxiste-léniniste | +00318,   | 0,72 %     |
| Total | Total            | Total              | 44 238    | 100 %      |

|       | Candidat        | Parti              | # de voix | % des voix |
|       | Ryan Warawa     | Conservateur       | +06 422,  | 15,69 %    |
|       | Ken Low         | Libéral            | +07 127,  | 17,41 %    |
|       | (x)Libby Davies | NPD                | +22 506,  | 54,98 %    |
|       | Mike Carr       | Vert               | +04 708,  | 11,5 %     |
|       | Anne Jamieson   | Marxiste-léniniste | +00171,   | 0,42 %     |
| Total | Total           | Total              | 40 934    | 100 %      |